# Richemont (Seine-Maritime)
Richemont ist eine französische Gemeinde mit 443 Einwohnern (Stand 1. Januar 2022) im Département Seine-Maritime in der Region Normandie (vor 2016 Haute-Normandie). Sie gehört zum Arrondissement Dieppe und ist Teil des Kantons Gournay-en-Bray (bis 2015 Aumale). Die Einwohner werden Richemontais genannt.

## Geographie
Richemont liegt etwa 55 Kilometer ostsüdöstlich von Dieppe. Umgeben wird Richemont von den Nachbargemeinden Saint-Léger-aux-Bois im Norden und Westen, Saint-Martin-au-Bosc im Norden und Nordosten, Aubéguimont im Osten, Marques im Südosten sowie Landes-Vieilles-et-Neuves im Süden und Südwesten.

## Bevölkerungsentwicklung
| Jahr                      | 1962 | 1968 | 1975 | 1982 | 1990 | 1999 | 2006 | 2013 |
| Einwohner                 | 473  | 478  | 459  | 461  | 450  | 447  | 468  | 485  |
| Quelle: Cassini und INSEE |      |      |      |      |      |      |      |      |

## Sehenswürdigkeiten
- Kirche Saint-Michel aus dem 13. Jahrhundert

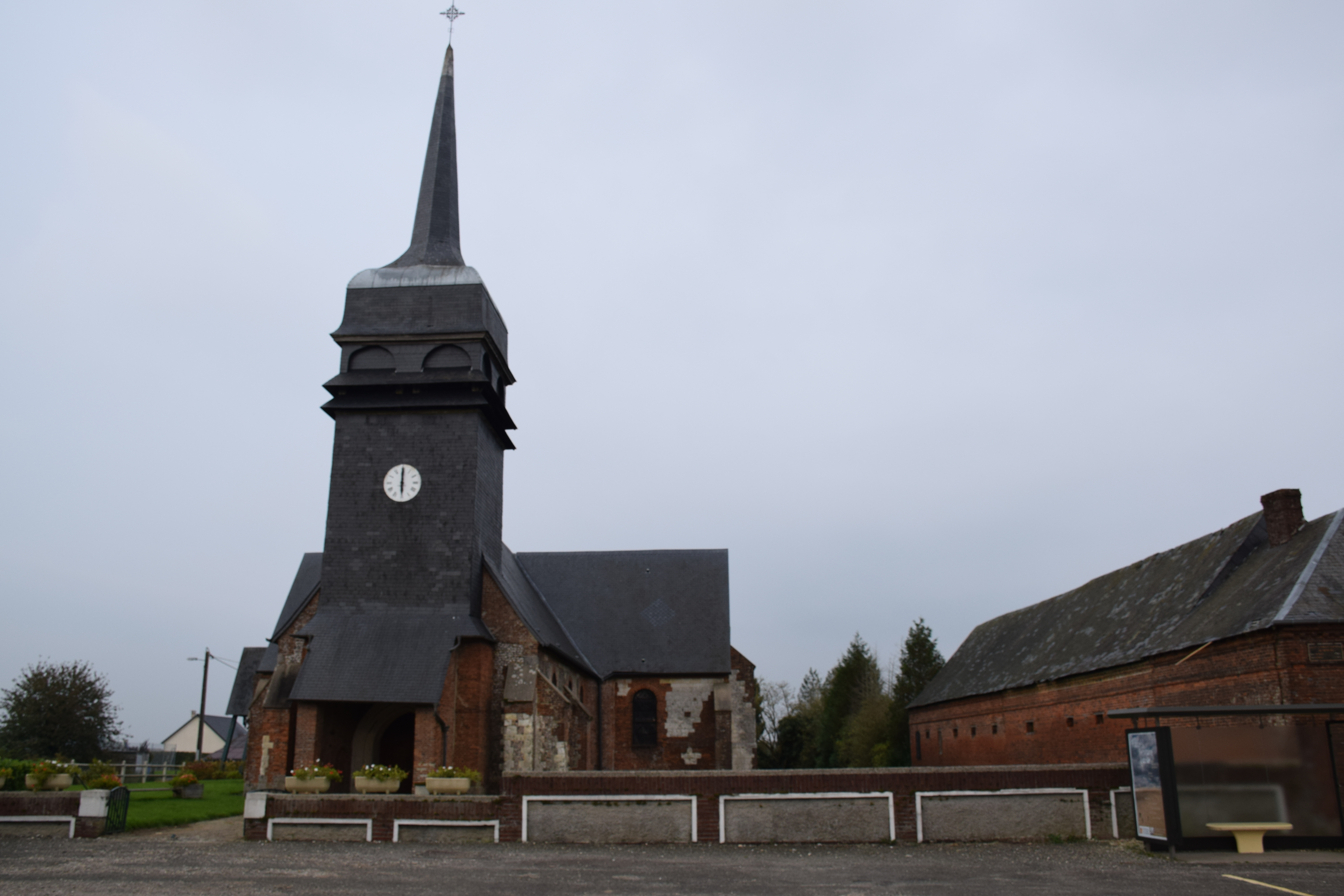
Kirche Saint-Michel